# Dom Brandtów w Poznaniu

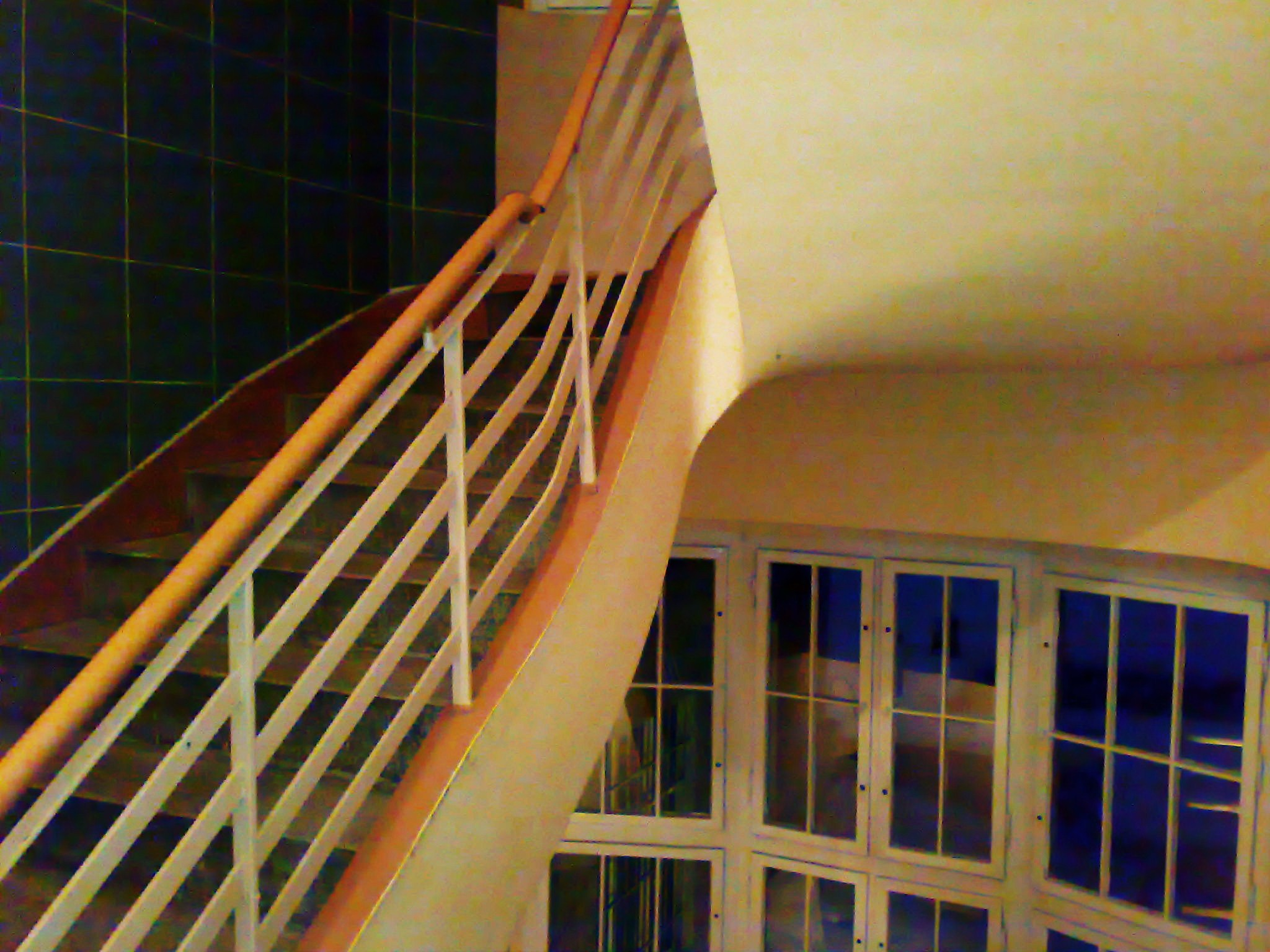
Klatka schodowa

Dom Brandtów – secesyjny dom handlowy, zlokalizowany w Poznaniu przy Placu Wolności 8 (południowa pierzeja), w centrum miasta.
"W 1912 r. na parceli pod numerem 8 została wybudowana (...) okazała kamienica należąca do kupców Leopolda i Bertholda Brandtów. Gmach ten, z wysuniętym do przodu szerokim wykuszem, zwieńczony wysokim mansardowym dachem, został prawdopodobnie zaprojektowany przez Martina Sonnabenda. W budynku mieścił się wielki "Magazyn sprzętów kuchennych, szkła i porcelany" firmy Moritz Brandt oraz sklep Stefana Centowskiego z konfekcją męską". Na dwóch dolnych kondygnacjach znajdują się przeszklone lokale, dawniej użytkowane jako jednoprzestrzenne. Przy wejściu, w latach 50. XX wieku (lub, według innych teorii w latach 30. – na PeWuKę) umieszczono dwie płaskorzeźby związane ze sportem – Łuczniczkę i Dyskobola. Było to związane z działającym podówczas w tym miejscu sklepem z artykułami sportowymi. W latach PRL nagich sportowców wzbogacono o dorobione spodenki sportowe, które były bardziej zgodne z moralnością socjalistyczną. Po transformacji systemowej płaskorzeźby zaginęły.
Według Marcina Libickiego architektura obiektu odbiega znacząco od pobliskich realizacji, np. Banku Włościańskiego, czy domu handlowego Haasego. Według tego autora, budynek jest niezdecydowany architektonicznie i brak mu myśli przewodniej. Krytykuje niefortunnie zaaranżowaną część centralną w kontraście z ponurymi niszami balkonów.
Obecnie budynek nadal pełni funkcje handlowe i bankowe (neoBANK).